# Tlamamatla
Tlamamatla är en ort i Mexiko.   Den ligger i kommunen Alpatláhuac och delstaten Veracruz, i den sydöstra delen av landet, 220 km öster om huvudstaden Mexico City. Tlamamatla ligger 1 759 meter över havet och antalet invånare är 113.
Terrängen runt Tlamamatla är huvudsakligen kuperad, men västerut är den bergig. Terrängen runt Tlamamatla sluttar österut. Runt Tlamamatla är det tätbefolkat, med 331 invånare per kvadratkilometer. Närmaste större samhälle är Huatusco de Chicuellar, 11,7 km öster om Tlamamatla. Omgivningarna runt Tlamamatla är en mosaik av jordbruksmark och naturlig växtlighet.